# Mikel Sanz
Mikel Sanz Zarandona (San Sebastián; 1 de febrero de 1999) es un jugador profesional de baloncesto español que actualmente milita en la posición de alero en el Hiopos Lleida de la Liga Endesa.

## Trayectoria
Formado en las categorías inferiores del Easo Saskibaloi Taldea, desde 2016 a 2018, Mikel Sanz forma parte del equipo del Easo Loquillo de Liga EBA.
El 2 de enero de 2018, Mikel debuta con el San Sebastián Gipuzkoa Basket Club en Liga ACB en un encuentro con derrota frente al FC Barcelona Lassa.
En la temporada 2017-18, alterna participaciones con el Easo y el Delteco GBC, con el que disputa 3 partidos en Liga Endesa hasta que fue intervenido en el mes de marzo de 2018 por una hernia.
En la temporada 2018-19, el alero llega como vinculado por parte del Delteco GBC al Iraurgi Saski Baloia para jugar en Liga LEB Plata.
En la temporada 2019-20 juega en las filas del CD Estela de Liga LEB Plata.
En julio de 2020, se compromete con el Club Melilla Baloncesto de la Liga LEB Oro.
El 24 de julio de 2021, firma con el Club Basquet Coruña de la LEB Oro, para disputar la temporada 2021-22.
El 8 de agosto de 2022, firma por el Grupo Alega Cantabria de la Liga LEB Oro.
El 22 de julio de 2023, firma por el Oviedo Club Baloncesto de la Liga LEB Oro.Tras terminar una buena temporada en el Oviedo Club Baloncesto, Mikel renueva con el club ovetense por una temporada más 2024-25.
El 2 de abril de 2025, firma por el Hiopos Lleida de la Liga Endesa tras realizar una buena temporada con el club ovetense, siendo una pieza fundamental para su técnico Javi Rodríguez. Mikel firma con el club catalán por lo que resta de temporada y las dos siguientes. 

## Clubs
- 2015-18: Easo Saskibaloi Taldea (Junior) y (Liga EBA)
- 2018-2019 San Sebastián Gipuzkoa Basket Club (Liga Endesa)
- 2018-2019 Iraurgi Saski Baloia (Liga LEB Plata)
- 2019-2020 Grupo Alega Cantabria (Liga LEB Plata)
- 2020-2021 Club Melilla Baloncesto (Liga LEB Oro)
- 2021-2022 Club Basquet Coruña (Liga LEB Oro)
- 2022-2023 Grupo Alega Cantabria (Liga LEB Oro)
- 2023-2025 Oviedo Club Baloncesto (Liga LEB Oro)
- 2025-Actualidad Hiopos Lleida (Liga Endesa)